# Folk Songs
Folk Songs is het vierde muziekalbum van het Noorse zangers gezelschap Trio Mediaeval. Eerdere albums van deze groep bevatten liederen uit de Middeleeuwen en eigentijdse composities. Met dit album maakt de groep een uitstapje naar de Noorse volksmuziek. Noorwegen kent een lange traditie op dat gebied (ook nu nog), zeker als daarbij genomen worden de tekstloze liedjes (meer melodieën) die de Noren zongen op hun lange reizen in het verleden. Deze liedjes hebben een overeenkomst met de Joik van de Saami, verscheidene Joikliedjes werden gezongen tijdens de lange reizen door Lapland om achter hun rendierkuddes aan te gaan of op reizen naar familie.
Sommige liederen op dit album zijn gearrangeerd om door dit Trio uitgevoerd te kunnen worden. Enige volksliedjes maakten het gebruik van slagwerk (een basisinstrument in de volksmuziek) noodzakelijk. Daartoe heeft het trio Birger Mistereggen uitgenodigd, een specialist in slagwerkinstrumenten uit vervlogen tijden. Het album is opgenomen in Propstei Sankt Gerold.

## Musici
Zie Trio Mediaeval en Mistereggen

## Liederen
- Det Lisle bånet (het kleine kind)
- So ro, godt barn (rust nu, klein kind)
- Villeman og Magnhild (Villeman en Magnhild)
- Tjovanne (de dieven)
- Nu solen, går ned (de zon gaat onder)
- I mine kåte ungdomsdagar (in mijn zorgeloze, jonge jaren)
- Gjendines bådniåt (Gjendines slaapliedje)
- Bruremarsj frå Gubrandsdalen (trouwmars)
- Rolandskvadet (het lied van Roland)
- Solbønn (zon-gebed)
- Eg veit i mimmerik ei borg (ik weet een bolwerk in de Hemel)
- Nu villar hela jorden (de gehele aarde is in rust nu)
- Springdns fra Vesthold (dans uit Vesthold)
- Eg aktar inkje (ik denk niet veel meer aan die jongens)
- Den elsken Jerusalem (geliefd Jerusalem)
- Til, till love (is tekstloos)
- Lova line ((is tekstloos)
- Danse, ikke gråte nå (dans, en huil niet meer)
- Den signede dag (de dag van plezier)
- Folkefreisar, til oss kom (redder van ons volk, kom!)

NB de Nederlandse titels zijn vertaald uit het Engels, ze kunnen soms licht afwijken van de originele Noorse tekst, ze zijn alleen weergegeven om een idee te hebben waar de muziek over gaat.